# Temporada de furacões no oceano Atlântico de 2015
A temporada de furacões no Atlântico de 2015 foi um evento no ciclo anual de formação de ciclones tropicais. A temporada oficialmente iniciou no dia 1 de junho e finalizou a 30 de novembro de 2015. Estas datas delimitam convencionalmente o período da cada ano em que a maior parte de ciclones tropicais se formam no oceano Atlântico. No entanto, a formação de ciclones tropicais é possível em qualquer momento. A primeira tempestade da temporada, o Ana formou-se um mês antes do início oficial da temporada, convertendo-se no primeiro ciclone tropical ou subtropical pré-temporada desde a tempestade tropical Beryl de 2012, o ciclone mais temporã em formar-se desde a tempestade homónima de 2003 e o segundo mais temporã em impactar os Estados Unidos. Apesar do seu incomum início, várias organizações prognosticaram que o incremento El Niño limitaria a atividade ciclónica na bacia por toda a temporada. Apesar do El Nino, em agosto e setembro, apresentou-se 7 tempestades, Danny, Erika, Fred, Grace, Henri, 09L, e Ida. Ademais, a partir de 17 de setembro com a promoção da tempestade tropical Ida, esta temporada tem contado com mais tempestades nomeadas que a temporada anterior. No entanto, também tem sido mais destructiva em comparação com a temporada anterior, pela formação do furacão Joaquin, que causou graves danos e mortes em todo o seu trajecto.

## Previsões
Os prognósticos da atividade ciclónica são emitidos antes da cada temporada pelos experientes Philip J. Klotzbach, William M. Gray e sócios na Universidade Estadual do Colorado - CSU; e por separado os meteorólogos da Administração Oceânica e Atmosférica Nacional.
A equipa de Klotzbach (anteriormente liderado por Gray) definiu a média do número de tempestades por temporada (1981 a 2010) de 12,1 tempestades tropicais, 6,4 furacões, 2,7 furacões maiores ou iguais à categoria três na Escala de Saffir-Simpson e o índice ACE. A NOAA define uma temporada acima do normal, quase normal ou por abaixo do normal, por uma combinação do número de tempestades nomeadas, o número em atingir força de furacão, o número em atingir força de furacão maior e as do índice ACE.

### Previsões prévios à temporada
A 9 de janeiro de 2014, a Tropical Storm Risk (TSR), um consórcio público formado por experientes em segurança, manejo de riscos e previsão climática estacional da University College London, emitiu a sua primeira observação a respeito da atividade da temporada de furacões de 2015. Neste reporte, a organização prognosticou uma atividade 20% menor à média entre 1950-2014 ou um 30% menor à média entre 2005-2014, totalizando 15 (±4) tempestades tropicais, 6 (±3) furacões, 2 (±2) furacões maiores e um índice ACE ou ECA de 79 (±58) unidades. Este prognóstico baseou-se amplamente no acrescentamento da migração dos ventos de magnitude baixa através do Atlântico tropical durante o período entre julho e setembro. O reporte da TSR poderia ser incerto devido ao impredecível fenómeno do El Niño e a temperatura superficial do mar do Atlântico norte. Vários meses depois, a 9 de abril de 2015, a organização actualizou a seu relatório, prognosticando uma atividade ciclónica por abaixo do 45% da média (entre 1950-2014) ou cerca do 50% por abaixo da média de 2005-2014, com 11 tempestades nomeadas, 5 furacões, 2 furacões maiores e um índice ACE de 56 unidades. A TSR argumentou esta atividade, porque esperar-se-ia uma diminuição da temperatura superficial do mar por abaixo da média por todo o Atlântico norte e mar do Caribe. Além disso, o reporte detalhou que sim a predição do índice ACE para o 2015 fora verificado, os valores totais entre 2013-2015 seriam os mais baixos desde 1992-1994, indicando uma possível finalização da fase activa da atividade ciclónica do Atlântico que começou em 1995.
Nesse mesmo dia, a Universidade Estadual do Colorado (CSU pelas suas siglas em inglês) também emitiu o seu primeiro prognóstico quantitativo para a temporada de 2015, prognosticando 7 tempestades nomeadas, 3 furacões e 1 furacão maior, com um índice ACE acumulativo de 40 unidades. Esperava-se que a combinação de águas mais frias que a média no Atlântico tropical e subtropical, bem como o desenvolvimento do El Niño que se crê alcançará o seu pico de intensidade moderada, favorecesse ao menos a uma das temporadas menos activas desde meados dos anos noventa. As probabilidades de que um furacão maior impactasse a várias áreas costeiras por todo o Atlântico foram menores que a média, ainda que a CSU fez valer em que só se precisa de um furacão que toque terra para que seja uma temporada activa para os residentes afectados. a 13 de abril, a Universidade Estatal da Carolina do Norte emitiu o seu prognóstico no qual se comentou sobre uma temporada recorde por abaixo da média com somente entre 4 e 6 tempestades tropicais nomeadas, entre 1 e 3 convertidos a furacões e 1 furacão maior.
A 21 de maio, o Escritório Meteorológico do Reino Unido (Met Office; UKMO pelas suas siglas em inglês) emitiu o seu prognóstico alegando uma temporada por abaixo do normal. Se prognosticou a formação de 8 tempestades, com um 70% de probabilidade que esse número de tempestades varie entre 6 e 10; se pronosticaron 5 furacões, com uma probabilidade de 70% que esse número varie entre 3 a 7. A previsão da UKMO sobre o índice ACE foi de 74 unidades, com uma probabilidade de 70% que varie entre os 40 e 108 unidades. a 27 de maio, a NOAA emitiu a sua previsão de temporada, prognósticando uma temporada por abaixo do normal dentre 6 a 11 tempestades nomeadas, 3 a 6 furacões e entre nenhum e 2 furacões maiores. Este organismo afirmou que tinha uma probabilidade de 70% que a temporada fora por abaixo da média, 20% de uma temporada por cerca da média e um 10% de uma temporada acima da média.

### Previsões em meados da temporada
A 1 de junho, a Universidade Estadual do Colorado emitiu uma actualização na suas previsões da temporada, incrementando o número de tempestades previstas a 8, devido à formação precoce da tempestade tropical Ana. O número de furacões e de furacões maiores mantiveram-se a 3 e 1 respectivamente; o índice ACE previsto também foi mantido a 40 unidades. As probabilidades de que um furacão maior impactasse em várias áreas costeiras da bacia permaneceram por embaixo da média.

## Cronología da atividade ciclónica da temporada
A primeira tempestade da temporada, o Ana, formou-se para perto de um mês antes do início oficial da temporada. Um mês depois, a tempestade tropical Bill causou chuvas torrenciais nas planícies do sul estadounidenses. A tempestade tropical Claudette causaram danos mínimos enquanto era tropical. Apesar da influência do El Nino sobre o Pacífico, as condições favoreceram para uma ciclogênesis tropical sobre as ilhas de Cabo Verde e a costa ocidental da África, quando oito tempestades se formaram continuamente em meados do mês de agosto. O Danny converteu-se no primeiro furacão maior da temporada. Depois, o Erika produziu chuvas torrenciais nas Caraíbas e a Flórida, apesar de permanecer desorganizado. O Fred produziu danos mensuráveis nas ilhas de Cabo Verde após cruzá-lo como furacão pela primeira vez desde 1892. Os ciclones: Grace, Henri, a depressão tropical Nove e o Ida causaram mínimos danos. A tempestade mais longeva e intensa da temporada, o Joaquin, causou danos consideráveis nas Bahamas e Bermuda como furacão de categoria quatro e dois respectivamente. O último ciclone da temporada, o Kate, deslocou-se pelas Bahamas como tempestade tropical antes de atingir a categoria de furacão, débil, e seus remanescentes afectaram o noroeste da Europa.

## Sistemas

### Tempestade tropical Ana
A inícios da 6 de maio, um área de perturbação superficial foi associado com uma frente barotrópica de magnitude alta que apresentava atividade de precipitações débis se estendendo desde por todo o estado da Flórida às Bahamas e águas adjacentes. A conveção profunda gradualmente incrementou cerca do centro da perturbação e às 03:00 UTC do dia seguinte este adquiriu suficiente organização como para ser declarada a tempestade subtropical Ana. No meio de águas quentes provistas da corrente do Golfo e temperaturas de magnitude alta mais frias, o Ana intensificou-se até atingir o seu pico de intensidade de ventos de 95 km/h no final daquele dia. No dia seguinte, o sistema tinha completado a sua transição a ciclone tropical. Inhibido por águas mais frias e ar seco persistente, o sistema tocou terra sobre o norte de Myrtle Beach, Carolina do Sul às 10:00 UTC da 10 de maio com ventos de 75 km/h. O Ana girou ao norte e depois ao norte-nordeste, debilitando-se a depressão tropical várias horas depois. Após passar sobre o leste da Carolina do Norte e o sudeste da Virginia, o sistema emergiu da costa da península Delmarva, produzindo uma área diminuta de ventos de força galerna enquanto se deslocava para águas abertas ao sul de Nova Inglaterra.
Ao longo da fronteira entre as duas Carolinas, o Ana produziu precipitações moderadas com um pico de acumulados de 170 milímetros ao sudeste de Kinston, Carolina do Norte. Reportaram-se inundações menores nas ruas da cidade enquanto nas praias de ambos estados experimentaram erosões marinhas entre 0,61 e 1,22 metros. Os ventos com força de tempestade tropical foram sentidos principalmente em áreas costeiras, com um pico de rajádas de ventos maiores aos 100 km/h em Southport, Carolina do Norte. Depois de internar-se em terra, converteu-se no segundo ciclone tropical em impactar Estados Unidos numa data temporã, só precedido pela tempestade tropical do dia da Marmota de 1952.

### Tempestade tropical Bill
O Centro Nacional de Furacões começou a monitorar uma convecção desorganizada sobre o noroeste do mar do Caribe em associação a uma onda de magnitude alta a 12 de junho. Uma onda superficial formou-se a manhã seguinte, enquanto deslocava-se sobre a península de Yucatã e o golfo do México. Uma missão de reconhecimento a inícios da 14 de junho encontrou que a circulação do sistema era mal definido e não cumpria requisitos para ciclone tropical; no entanto, outra missão de reconhecimento enviado pela noite encontrou que a perturbação tinha adquirido suficiente organização para ser declarado como a tempestade tropical Bill. Às 16:45 UTC da 16 de junho, o ciclone tocou terra sobre a ilha Matagorda com um pico de ventos de 95 km/h. Análises meteorológicas mencionavam a possibilidade que o Bill apresentaria uma condição atípica chamada efeito do oceano café, o qual consiste em que o solo húmido favorece o fortalecimento de um ciclone tropical sobre terra. O Bill moveu-se rapidamente sobre a terra, sendo capaz de manter a sua intensidade. Sobre Texas, o Bill tinha-se degradado a depressão tropical. Sobre os seguintes três dias, tinha-se debilitado lentamente; no entanto, a estrutura ciclónica deteriorou-se. Continuou debilitando-se sobre os seguintes dois dias. Para a 20 de junho, a força do Bill era mal 1/6 de seu pico de intensidade. Finalmente a 21 de junho, foi declarado como um ciclone postropical.
O precursor do Bill produziu chuvas torrenciais no norte da América Central. Na Guatemala, as inundações afectaram a mais de 100 casas enquanto um deslize no departamento de Alta Verapaz matou a duas pessoas. Mais dois faleceram e dois desapareceram no Honduras pela inundação. Chuvas torrenciais reportaram-se na península de Yucatã, com acumulações atingindo os 330 milímetros em Cancún, o mais alto visto em dois anos. Uma pessoa morreu electrocutada na cidade. As inundações no estado de Oklahoma mataram ao menos a duas pessoas.

### Tempestade tropical Claudette
Em 12 de julho, um área de baixa pressão não tropical saiu da costa leste de Estados Unidos. Consolidou-se num área de conveção em frente à costa leste da Carolina do norte, ainda que a NHC não antecipava muito do desenvolvimento deste devido a condições atmosféricas marginalmente favoráveis. A atividade tempestuosa organizou-se melhor à medida que o sistema acelerava ao nordeste. Ainda que a borrasca inicialmente estava associada ainda a frente fria, perdeu as características frontais a 13 de julho. Baseado na organização e a presença de ventos de força galerna, a NHC classificou-o como a tempestade tropical Claudette às 17;00 UTC daquele dia, localizado a 465 quilómetros ao sul-sudeste de Nantucket. A agência também estimou seus ventos em 85 km/h, derivado das imagens de satélite.
Posterior à sua formação, o Claudette deslocou-se rapidamente ao nordeste, por adiante de uma vaguada aproximante proveniente dos grandes lagos. O cisalhamento de vento deslocou o centro da sua conveção no final de 13 de julho. Ao dia seguinte, o Claudette moveu-se ao norte da corrente do Golfo num área de águas frias. Ambos contribuíram ao debilitamento da circulação e conveção, ao longo de um ar seco e frio. A inícios da 15 de julho, a NHC emitiu o seu aviso final sobre o Claudette enquanto esta se convertia num ciclone postropical ao leste da Nova Escócia. Os remanescentes do Claudette passaram sobre o sudeste da Terra Nova durante a noite da 15 de julho. As condições húmidas acompanhadas de neblina causadas pelo Claudette forçaram as cancelamentos de voos e atividades turísticas nas porções do leste da ilha da Terra Nova. Entre o 16 e 17 de julho, o sistema girou para o norte e intensificou-se a um sistema vendaval. Após isto, o sistema remanescente se debilitou e se deslocou ao sudeste antes de se dissipar a 18 de julho.

### Furacão Danny
A inícios da 16 de agosto, a NHC começou a monitorar um área de perturbação em associação a uma onda tropical ao sul-sudoeste das ilhas Cabo Verde. No meio de condições atmosféricas geralmente favoráveis, o sistema converteu-se numa depressão tropical às 15:00 UTC a 18 de agosto e, seis horas depois, converteu-se na tempestade tropical Danny. A influência da capa de ar saariana a inícios da 19 de agosto causaram o colapso da convecção sócia, ainda que tinha-se avistado uma convecção vigorosa remanescente. A atividade de tempestades elétricas e precipitações se condensaram numa diminuta nublosidade central densa e um pequeno olho mais evidente, supondo a promoção à intensidade de furacão às 15:00 UTC da 20 de agosto. Deslocando para o oeste-noroeste, o Danny continuou intensificando-se e um avião caçador de furacões ao dia seguinte indicou que o ciclone tinha atingido o seu pico de intensidade de 185 km/h, se convertendo no primeiro furacão maior da temporada. O Danny teve uma incomum pressão barométrica alta de 974 hPa, pressão somente encontrada em furacões de categoria dois. Posterior ao seu pico de intensidade, a combinação de um cisalhamento de vento e ar seco causaram o debilitamento do Danny a tempestade tropical mínima para a tarde da 23 de agosto. a 24 de agosto, o Danny dissipou-se a 72 quilómetros ao oeste-sudoeste de Guadalupe.

### Tempestade tropical Erika
Em 20 de agosto, o Centro Nacional de Furacões começou a monitorar a uma onda tropical sobre a Africa ocidental, para perto da costa Atlântica. Quando emergiu ao Atlântico no final daquele dia, se organizou até converter na tempestade tropical Erika às 03:00 UTC da 25 de agosto, o qual apresentava circulação bem definida e ventos de força de vendaval na parte externa do sistema. Por todo o 25 e a inícios do dia 26, a convecção profunda fluctuou deixando periodicamente o centro de circulação exposto. Dados do avião caçador de furacões mediram a pressão mínima do Erika entre 1001 e 1003 hPa enquanto os seus ventos foram estimados em 85 km/h. Isto constituiu o seu pico de intensidade. Ao entrar nas Caraíbas, as condições favoráveis começaram a ser hostis, A tempestade perdeu organização e tocou terra sobre o sudeste de República Dominicana. O sistema, pobremente definido, impactou o leste de Cuba e, segundo dados do avião de reconhecimento, não se encontrou dados de circulação pelo que foi degradado a uma baixa.
As chuvas torrenciais em toda a Dominica, por custo de ao menos 15 em (380 mm) no Aeroporto Canefield, provocaram graves inundações. Ao menos 20 casas foram destruídas e o 80 por cento da ilha ficou sem energia elétrica. O principal rio que atravessa Roseau, a capital do país, se desbordou durante a noite à manhã de agosto 26 a 27, as zonas circundantes de inundação. Ao menos 20 pessoas morreram em toda a ilha, e para perto de 50 outros permanecem desaparecidos.

### Furacão Fred
O NHC começou a monitorar a uma frente tropical bem definida sobre o Africa ocidental a 27 de agosto. A atividade tormentosa incrementou superior à área extensa de baixa pressão à medida que a perturbação deslocava-se sobre o Atlântico oriental, e isto eventualmente liderou à formação de uma depressão tropical às 05:30 UTC de 30 de agosto. A depressão tropical Seis foi promovida a tempestade tropical Fred, sendo a única num pequeno número de ciclones a formar-se ao leste do meridiano 20 oeste na era dos satélites meteorológicos. Às 15:00 UTC da 30 de agosto, esperava-se um período de intensificação propiciando a emissão de avisos de furacão por todo o Cabo Verde. Enquanto o Fred não afectou directamente as ilhas de Cabo Verde, causou danos menores nas ilhas. Após afastar-se, o Fred entrou num área de ar seco e eventualmente debilitou-se a tempestade tropical mínima. A NHC previa que o Fred continuaria com o seu debilitamento, no entanto apesar do ar seco, o sistema pôde o conter até que finalmente se dissipou no final da 6 de setembro.

### Tempestade tropical Grace
Uma onda tropical bem diferenciada emergiu da costa ocidental da África a 3 de setembro. Inicialmente desorganizada com uma diseminada área de baixa pressão, uma rajáda de convecção a 5 de setembro propiciou a um centro mais conciso, e uma depressão tropical formou-se ao redor das 06:00 UTC daquele dia enquanto localizava-se a 280 quilómetros ao sul de Cabo Verde. A depressão converteu-se na tempestade tropical Grace doze horas depois. Localizado num ambiente geralmente favorável, o Grace atingiu o seu pico de intensidade de ventos de 95 km/h ao redor das 12:00 UTC a 6 de setembro, quando se reconheceu um olho de magnitude média nas imagens de satélite. Após isto, as águas temperadas e o incremento de um cisalhamento de vento causaram ao ciclone em se debilitar a depressão tropical a 8 de setembro e se dissipar às 12:00 UTC do dia seguinte no Atlântico central.

### Tempestade tropical Henri
Em 8 de setembro, uma vaguada de magnitude alta formou uma depressão tropical ao sudeste da Bermuda; ao dia seguinte foi promovido a tempestade tropical Henri. Enfrentando a um intenso cisalhamento vertical de vento ao oeste, o sistema atingiu o seu máximo pico de intensidade de ventos de 85 km/h e uma pressão mínima de 1003 hPa, possivelmente a instabilidade baroclínica. Após isto, a interacção progressiva com a vaguada ao oeste degradou a circulação do Henri. Abriu-se para a vaguada a 11 de setembro; os seus remanescentes foram posteriormente absorbirdos por um ciclone não tropical sobre o Atlântico norte vários dias depois.

### Depressão tropical Nove
Em 10 de setembro, uma onda tropical muito vigorosa emergiu da costa do ocidente da África. Deslocando ao sul de Cabo Verde, a sua interacção com uma onda piconvectiva de kelvin resultou no incremento da convecção profunda e a formação de um área de baixa pressão. Após um incremento da sua organização, a frente foi o suficientemente apta para ser declarada como a depressão tropical Nove às 12:00 UTC da 16 de setembro enquanto localizava-se no Atlântico central. Os ventos de magnitude alta causaram a aparência deformada do ciclone posteriormente a sua declaração, e apesar de esporádicas proliferações de conveção no lado superficial do centro da depressão, dissipou-se às 18:00 UTC da 19 de setembro sem atingir a categoria de tempestade tropical.

### Tempestade tropical Ida
Uma onda tropical emergiu para o Atlântico desde o continente africano a 13 de setembro. Posteriormente a onda interatuou com a frente piconvectiva de Kelvin, o qual tinha contribuído à formação da depressão tropical Nove. Deslocando ao oeste com uma área ampla de conveção adjacente, a onda tropical e a de Kelvin formaram uma área bem definida de baixa pressão ao redor do meio dia da 15 de setembro, segundo as imagens de satélite. No entanto, a sua desorganização preveniram a sua promoção a depressão tropical até às 06:00 UTC da 18 de setembro, enquanto se localicava a 1210 quilómetros ao sul da ponta sul das ilhas de Cabo Verde. A depressão deslocou-se ao oeste-noroeste devido a uma crista subtropical ao norte e converteu-se na tempestade tropical Ida a inícios do dia seguinte. O cisalhamento de vento ao oeste expôs o centro de circulação da tempestade, inhibindo a maior parte da sua intensificação.
O cisalhamento debilitou-se levemente, permitindo ao ciclone atingir o seu pico de intensidade de ventos de 85 km/h e uma pressão mínima de 1001 hPa às 12:00 UTC da 21 de setembro. No entanto, o cisalhamento novamente incrementou a sua intensidade, causando o debilitamento progressivo da tempestade. O Ida desacelerou e começou a deslocar-se geralmente em direcção leste a 22 de setembro após estar incorporado o seu fluxo associado a uma frente de magnitude média ou alta. A inícios da 24 de setembro, a tempestade debilitou-se a depressão tropical. Durante o seguinte dia, a vaguada foi substituída por uma crista subtropical causando ao Ida a girar ao noroeste e depois ao oeste-noroeste a 26 de setembro. Depois que o cisalhamento e o ar seco danificassem severamente a convecção, o Ida degenerou numa baixa pressão remanescente ao redor das 12:00 UTC da 27 de setembro, enquanto localizava-se a 1610 quilómetros ao este-nordeste de Barbuda.

### Furacão Joaquin
Uma baixa pressão não tropical se converteu em depressão tropical a 28 de setembro aproximadamente a 650 quilómetros ao sudoeste da Bermuda, segundo dados dados pelas imagens de satélite. A convecção incrementou e organizou-se ao redor do seu centro à medida que diminuía o cisalhamento de vento, resultando na promoção da depressão na tempestade tropical Joaquin a 29 de setembro. A tempestade inicialmente deslocou-se ao oeste ou sudoeste, guiado por um área de alta pressão ao norte. O clúster de nublosidade organizou-se melhor à medida que o Joaquin deslocou-se por toda as Bahamas. a 30 de setembro, a tempestade converteu-se em furacão, segundo o reportado pelos caçadores de furacões. O Joaquin rapidamente intensificou-se e atingiu a categoria quatro no final da 1 de outubro. Posteriormente o Joaquin debilitou-se enquanto deslocava-se sobre as Bahamas, mas se reintensificou a categoria quatro enquanto deslocava-se ao nordeste. a 3 de outubro, os ventos máximos sustentados atingiram os 250 km/h, justamente por embaixo da intensidade de categoria cinco. Após isto, o Joaquin começou a se debilitar rapidamente enquanto se aproximava às Bahamas. O ciclone depois girou ao leste e manteve a intensidade de furacão até 7 de outubro. Ao dia seguinte, o Joaquin converteu-se em extratropical a 565 quilómetros ao oeste-noroeste da ilha do Corvo nos Açores
Enquanto localizava-se na parte a sul das Bahamas por dois dias, o Joaquin causou extensa devastação, especialmente em Acklins, Crooked Island, Long Island, Rum Cay e a ilha de San Salvador. Marejadas tempestuosas severas inundaram numerosas comunidades, bloqueando a centenas de pessoas nos seus lares; a inundação persistiu por vários dias posterior à saída do furacão. Durante um tempo prolongado, os ventos intensos derrubaram árvores, linhas da rede elétrica e tetos das casas por toda a região afetada. Em mar aberto, o navio estadounidense El Faro que levava a bordo a 33 membros desapareceram no furacão. As inundações costeiras também impactaram às ilhas Turcas e Caicos destruindo estradas, muros portuários e casas. Os ventos intensos e as chuvas torrenciais causaram verdadeiro dano em várias localidades do este de Cuba. Um pescador morreu quando as onda ciclónicas afundaram a sua pequena embarcação em frente à costa de Haiti. As altas marés provocaram inundações severas em várias províncias haitianas, destruindo cultivos e forçando a famílias a sair de suas casas. A tempestade trouxe ventos fortes à Bermuda que provocaram apagões em 15.000 moradias. Os danos em Bermuda foram menores. Ainda que o Joaquin esquivou território estadounidense, outra extensa tempestade sobre os estados sul orientais trouxeram grandes quantidades de humidade do furacão, resultando em inundações catastróficas em Carolina do sul.

### Furacão Kate
Uma onda tropical, o qual possuía atividade tormentosa intensa sobre o norte das antilhas menores, esteve a interatuar com uma zona de baixa pressão no final de 4 de novembro. Uma borrasca formou-se para perto das ilhas Turcas e Caicos a 7 de novembro. No final do dia seguinte, as imagens de satélite indicaram que a sua circulação se tinha definido o suficiente. Como resultado, se formou a depressão tropical Doze a 190 quilómetros da ilha de San Salvador, Bahamas ao redor das 03:00 UTC da 9 de novembro. Amparado em condições atmosféricas geralmente favoráveis, a depressão converteu-se na tempestade tropical Kate várias horas depois. Depois de deslocar-se inicialmente ao noroeste, o Kate brevemente acelerou ao norte ao redor da periferia oeste de uma crista subtropical sobre o Atlântico central. Portanto, o ciclone acelerou mais e girou ao nordeste devido a ventos ocidentais de magnitude média.
Após intensificar-se e melhorar as suas bandas convectivas, o Kate foi promovido a furacão de categoria um às 09:00 UTC e atingiu o seu pico de intensidade de ventos de 120 km/h. Devido a um cisalhamento de vento muito intensa e a diminuição da temperatura superficial do mar em seu trajecto, a tempestade começou a perder características tropicais brevemente depois. O furacão debilitou-se a tempestade tropical a inícios da 12 de novembro, à medida que o seu padrão nubloso se elongou e perdeu a sua forma simétrica. No entanto, pouco tempo depois, o Kate possuiu a sua pressão barométrica mais baixa da sua existência, de 983 hPa. Às 09:00 UTC da 12 de novembro, o ciclone converteu-se em extratropical a 690 quilómetros ao sul-sudeste de Cape Race, Terra Nova, depois de emergir de uma zona baroclínica. Os remanescentes do Kate deslocaram-se ao norte das ilhas britânicas e afectaram ao Reino Unido e Irlanda a 15 e 16 de novembro. Por toda a Gales, os ventos intensos derrubaram árvores e as chuvas torrenciais inundaram estradas, sem reportes de vítimas.

## Nome dos ciclones tropicais
A seguinte lista de nomes foi usada para dar nomes às tempestades que se formaram no Atlântico Norte em 2015. Os nomes não retirados desta lista serão usados novamente na temporada 2021. Esta foi a mesma lista usada na temporada de 2009. O nome Joaquin substituiu Juan depois de 2003, mas não foi usado em 2009, portanto, foi usado pela primeira e única vez este ano.
| - Ana - Bill - Claudette - Danny - Erika - Fred - Grace | - Henri - Ida - Joaquin - Kate - Larry (sem usar) - Mindy (sem usar) - Nicholas (sem usar) | - Odette (sem usar) - Peter (sem usar) - Rose (sem usar) - Sam (sem usar) - Teresa (sem usar) - Victor (sem usar) - Wanda (sem usar) |

Os ciclones tropicais são fenómenos que podem durar desde umas quantas horas até um par de semanas ou mais. Por isso, pode ter mais de um ciclone tropical ao mesmo tempo e numa mesma região. Os prognosticadores meteorológicos atribuem à cada ciclone tropical um nome de uma lista predeterminada, para identificá-lo mais facilmente sem confundí-lo com outros. A Organização Meteorológica Mundial (OMM) tem designado centros meteorológicos regionais especializados a efeitos de monitorar e nomear os ciclones.

### Nomes retirados
A 25 de abril de 2016, durante a XXXVIII sessão da RA VI Hurricane Committee da Organização Meteorológica Mundial retirou dois nomes, os nomes de Erika e Joaquin foram retirados devido aos quantiosos danos e perdidas humanas que tinha provocado. Serão substituídos por Elsa e Julián na temporada de 2021.

## Energia ciclônica acumulada
A tabela à esquerda mostra a Energia ciclônica acumulada (ACE, pelas suas siglas em inglês) para a cada tempestade na temporada. O ACE é uma medida da energia do furacão multiplicado pela longitude do tempo em que existiu; as tempestades de longa duração, bem como furacões particularmente fortes, têm ACE alto. O ACE calcula-se somente a sistemas tropicais que excedem os 34 nós (39 mph, 63 km/h), ou seja, força de tempestade tropical.
| ACE (104kt²) — Ciclone tropical: | ACE (104kt²) — Ciclone tropical: | ACE (104kt²) — Ciclone tropical: | ACE (104kt²) — Ciclone tropical: | ACE (104kt²) — Ciclone tropical: | ACE (104kt²) — Ciclone tropical: | ACE (104kt²) — Ciclone tropical: | ACE (104kt²) — Ciclone tropical: | ACE (104kt²) — Ciclone tropical: | ACE (104kt²) — Ciclone tropical: | ACE (104kt²) — Ciclone tropical: | ACE (104kt²) — Ciclone tropical: | ACE (104kt²) — Ciclone tropical: | ACE (104kt²) — Ciclone tropical: |
| -------------------------------- | -------------------------------- | -------------------------------- | -------------------------------- | -------------------------------- | -------------------------------- | -------------------------------- | -------------------------------- | -------------------------------- | -------------------------------- | -------------------------------- | -------------------------------- | -------------------------------- | -------------------------------- |
| 1                                | 2.1200                           | Ana                              |                                  | 2                                | 1.0650                           | Bill                             |                                  |                                  |                                  |                                  |                                  |                                  |                                  |
| 3                                | 1.1300                           | Claudette                        |                                  | 4                                | 8.8225                           | Danny                            |                                  |                                  |                                  |                                  |                                  |                                  |                                  |
| 5                                | 2.9425                           | Erika                            |                                  | 6                                | 5.3825                           | Fred                             |                                  |                                  |                                  |                                  |                                  |                                  |                                  |
| 7                                | 1.9075                           | Grace                            |                                  | 8                                | 1.6525                           | Henri                            |                                  |                                  |                                  |                                  |                                  |                                  |                                  |
| 9                                | 0                                | 09L                              |                                  | 10                               | 3.1500                           | Ida                              |                                  |                                  |                                  |                                  |                                  |                                  |                                  |
| 11                               | 27.7625                          | Joaquin                          |                                  | 12                               | 3.5275                           | Kate                             |                                  |                                  |                                  |                                  |                                  |                                  |                                  |
| Total: 59.4625                   |                                  |                                  |                                  |                                  |                                  |                                  |                                  |                                  |                                  |                                  |                                  |                                  |                                  |